# Juri Wassiljewitsch Rudow
Juri Wassiljewitsch Rudow (russisch Юрий Васильевич Рудов; * 17. Januar 1931 in Taganrog, Russische SFSR; † 26. März 2013 in Moskau) war ein sowjetischer Florettfechter.

## Erfolge
Juri Rudow gewann 1958 in Philadelphia bei den Weltmeisterschaften im Mannschaftswettbewerb zunächst die Silbermedaille, ehe er 1959 in Budapest, 1961 in Turin und 1963 in Danzig Weltmeister wurde. Zweimal nahm er an Olympischen Spielen teil: Bei den Olympischen Spielen 1956 in Melbourne erreichte er mit der Mannschaft den fünften Platz, während er im Einzel in der zweiten Runde ausschied. Vier Jahre darauf zog er mit der sowjetischen Mannschaft ungeschlagen ins Finale ein, in dem auch Italien mit 9:4 besiegt wurde. Gemeinsam mit Mark Midler, Wiktor Schdanowitsch, Juri Sissikin und German Sweschnikow wurde er somit Olympiasieger. Im selben Jahr wurde er zudem sowjetischer Meister im Florett-Einzel. Nachdem er für die Olympischen Spiele 1964 in Tokio nicht berücksichtigt worden war, beendete er seine aktive Karriere. Im Anschluss war er als Fechttrainer tätig.